# Variku
Variku är en stadsdel i Tartu i Estland. Variku ligger 73 meter över havet och antalet invånare är 1 869.